# Tuključani
Tuključani (en serbe cyrillique : Тукључани) est un village de Bosnie-Herzégovine. Il est situé dans la municipalité de Kozarska Dubica et dans la république serbe de Bosnie. Selon les premiers résultats du recensement bosnien de 2013, il compte 92 habitants.

## Démographie

### Évolution historique de la population dans la localité
| 1948 | 1953 | 1961 | 1971 | 1981 | 1991 | 2013 |
| ---- | ---- | ---- | ---- | ---- | ---- | ---- |
| 327  | 300  | 332  | 317  | 261  | 185, | 92   |

|  |

### Répartition de la population par nationalités (1991)
En 1991, les 185 habitants du village étaient tous serbes.